# فهرست آثار تاریخی ایران
- فهرست آثار تاریخی آذربایجان شرقی
- فهرست آثار تاریخی آذربایجان غربی
- فهرست آثار تاریخی اردبیل
- فهرست آثار تاریخی اصفهان
- فهرست آثار تاریخی البرز
- فهرست آثار تاریخی ایلام
- فهرست آثار تاریخی بوشهر
- فهرست آثار تاریخی تهران
- فهرست آثار تاریخی چهارمحال و بختیاری
- فهرست آثار تاریخی خراسان شمالی
- فهرست آثار تاریخی خراسان رضوی
- فهرست آثار تاریخی خراسان جنوبی
- فهرست آثار تاریخی خوزستان
- فهرست آثار تاریخی زنجان
- فهرست آثار تاریخی سمنان
- فهرست آثار تاریخی سیستان و بلوچستان
- فهرست آثار تاریخی فارس
- فهرست آثار تاریخی قزوین
- فهرست آثار تاریخی قم
- فهرست آثار تاریخی کردستان
- فهرست آثار تاریخی کرمان
- فهرست آثار تاریخی کرمانشاه
- فهرست آثار تاریخی کهگیلویه و بویراحمد
- فهرست آثار تاریخی گلستان
- فهرست آثار تاریخی گیلان
- فهرست آثار تاریخی لرستان
- فهرست آثار تاریخی مازندران
- فهرست آثار تاریخی مرکزی
- فهرست آثار تاریخی هرمزگان
- فهرست آثار تاریخی همدان
- فهرست آثار تاریخی یزد